# Джонатан Крийк
„Джонатан Крийк“ е британски сериал на BBC, създаден и написан от Дейвид Ренуик. Сериалът е криминална драма с комедийни елементи. Алан Дейвис играе Джонатан Крийк, изобретател на илюзии, който разкрива заплетени мистерии.
Сериалът е излъчван с прекъсвания между 1997 и 2004 г., като са заснети четири пълни сезона и два коледни епизода. До 2000 г. (18 епизода) асистентка на Крийк е Мади Магелан, изиграна от Карълайн Куентин. През следващите четири години (7 епизода) асистентка е Карла Борего, в ролята Джулия Савала. Пет години по-късно сериалът се завръща с два специални епизода през 2009 и 2010 г., в които асистентка е Джоуи Рос, в ролята Шеридан Смит. Нов епизод на сериала, отново с участието на Смит, ще бъде излъчен през 2013 г. на Великден.
Сериалът печели БАФТА за първия си сезон и се радва на култов статут. Много от драматичните роли в сериала са изиграни от предимно комедийни актьори и черният хумор е често явление. Началната мелодия на сериала е вариация на „Танц на смъртта“ на Камий Сен-Санс от композитора Джулиан Стюарт Линдзи. Британският илюзионист Али Бонго участва като консултант на продукцията.
В България сериалът е излъчван в началото на новото хилядолетие по Канал 1 на БНТ с дублаж на български.